# Nestor Vasil'evič Kukol'nik
Nestor Vasil'evič Kukol'nik (San Pietroburgo, 20 settembre 1809 – Taganrog, 20 dicembre 1868) è stato uno scrittore e drammaturgo russo.

## Biografia

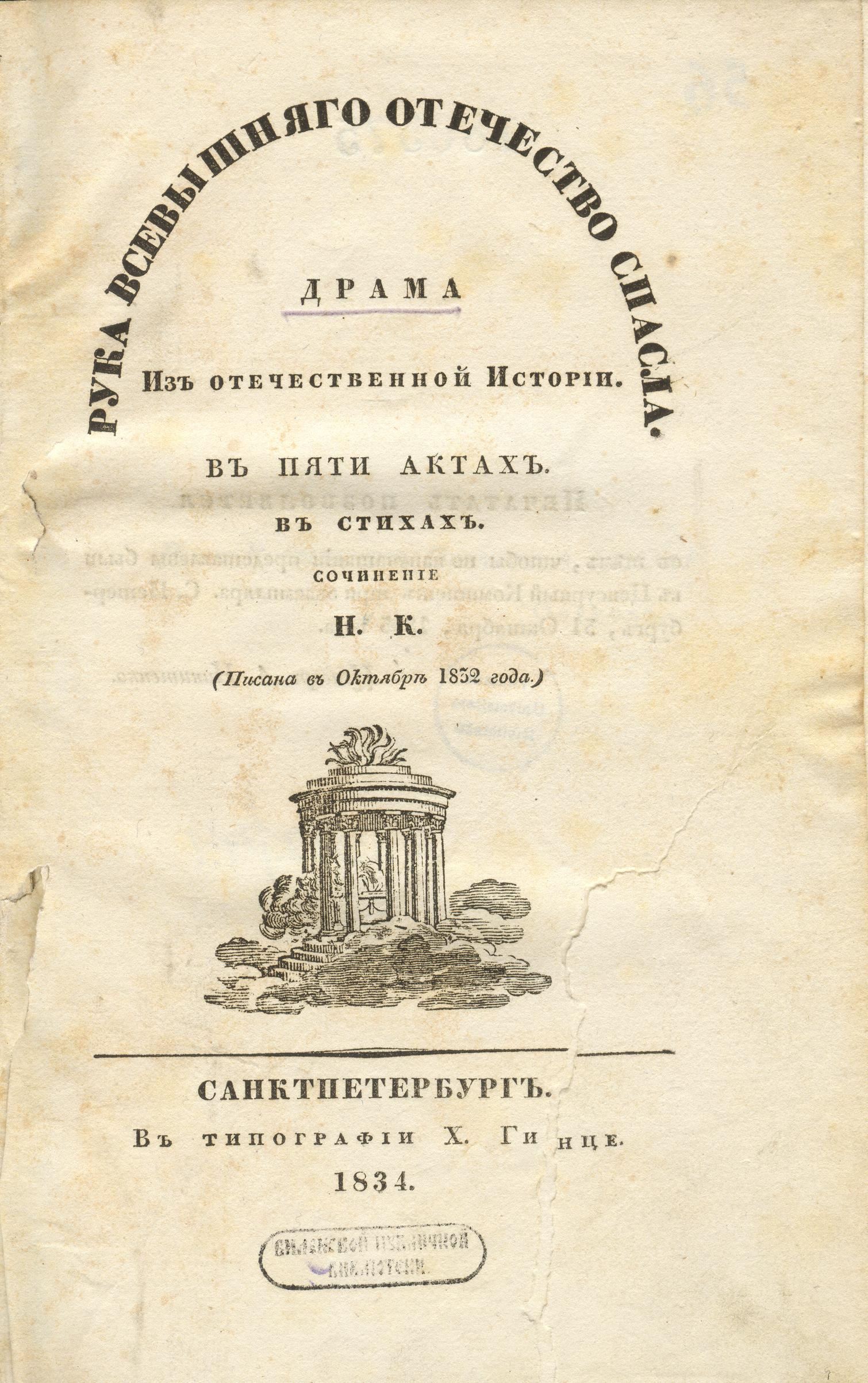
Copertina della prima edizione del dramma La mano dell'onnipotente salvò la patria (Ruka Vsevišnego Otečestvo Spasla, 1834)

Figlio di Bazyli Wojcieč Kukol'nik, un nobile di origine rutena laureato all'Università di Vienna, che nel 1804 si trasferì a San Pietroburgo per insegnare a personalità come il granduca Konstantin Pavlovič Romanov e l'imperatore Nicola I di Russia.
Lo zar Alessandro I di Russia fu padrino di Nestor Kukol'nik al suo battesimo.
Kukol'nik studiò al ginnasio di Nižyn, fondato da suo padre, frequentato anche da Nikolaj Vasil'evič Gogol', suo compagno di scuola.
Dopo essersi laureato nel 1829, Kukol'nik insegnò al ginnasio di Vilnius, in Lituania, prima di andare a San Pietroburgo per lavorare al Ministero delle finanze.
Kukol'nik strinse amicizia con il compositore Michail Ivanovič Glinka, che mise in musica alcuni dei suoi versi, oltre che con i pittori Karl Pavlovič Brjullov e Ivan Konstantinovič Ajvazovskij.
Con Brjullov si ispirarono a vicenda per numerose opere, dimostrando interessanti forme di interazione tra la letteratura russa e l'arte pittorica.
Nel 1857 Kukol'nik si dimise e si trasferì a Taganrog, dove proseguì la sua attività letteraria e si impegnò per l'educazione della società di Taganrog, cercando di trasformare la città nel centro culturale del sud della Russia, chiedendo la fondazione di un'università, di case editrici, di un giornale, di una linea ferroviaria e di un tribunale.
Kukol'nik morì il 20 dicembre 1868.

## Stile e pensiero poetico

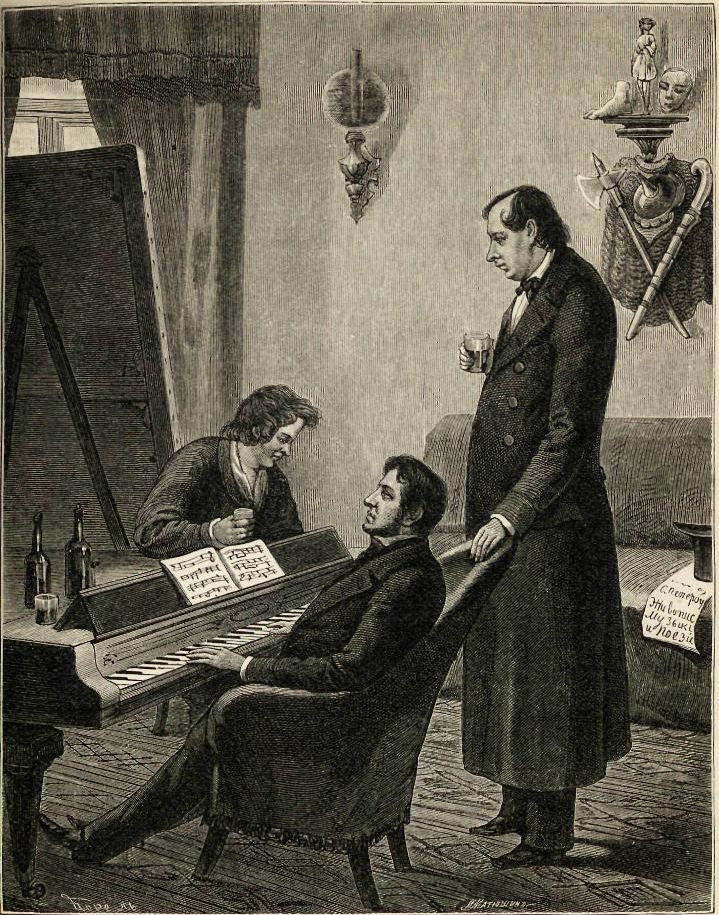
Brjullov, Glinka e Kukol'nik nel 1842, incisione di Ivan Ivanovič Matjušin

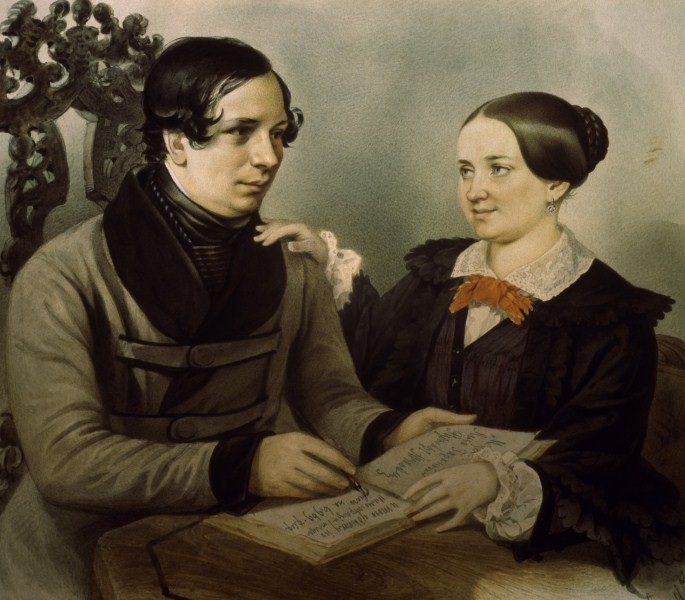
Nestor Kukol'nik con sua moglie Sof'ja, nel 1847

Nel 1833 Kukol'nik esordì con il primo dramma intitolato Tortini, seguito nello stesso anno dalla 'fantasia drammatica' Torquato Tasso che lo rese famoso, e nel 1834 da un altro soggetto italiano Jacopo Sannazzaro, parodiato da Dostoevskij nel racconto Netočka Nezvanova.
Ancora più successo e consenso ottenne con la tragedia romantica-patriottica La mano dell'onnipotente salvò la patria (Ruka Vsevishnego Otechestvo Spasla, 1834), dedicata alla salita al potere di Michele di Russia, e applaudita dall'imperatore Nicola I alla prima dell'opera. L'affermazione fu talmente grande che la rivista di Nikolai Polevoj Moskovskij Telegraf (Il telegrafo moscovita) fu chiusa dopo averla criticata. Un epigramma di quegli anni scrisse: «La mano dell'innipotente salvò la patria, diede una croce all'autore e soffocò Polevoj».
La tragedia storica seguente intitolata Il principe M. V. Skopin-Sujskij (Knjaz' M. V. Skopin-Sujskij, 1834), fu anch'essa accolta favorevolmente.
Kukol'nik si dedicò a numerosi generi letterari, dalla critica ai romanzi come Maksim Sozontovich Berezovskii (1844), dai racconti storici come Due Ivan a quelli sulla vita contemporanea come Nadin'ka (1843), dalla critica alla poesia, molte delle quali sono diventate la base per canzoni romantiche popolari, e persino alla musica.
Il suo stile influenzò Marina Ivanovna Cvetaeva, Aleksej Konstantinovič Tolstoj ed altri scrittori.
Anche se le opere di Kukol'nik ricevettero critiche da Belinskij per il loro tono retorico, la notorietà di Kukol'nik nell'ambito del teatro russo è dovuta non solamente alla sua bravura, ma anche perché coincise con l'inizio della decadenza del Romanticismo.
Oggi, Kukol'nik è ricordato per aver contribuito al libretto alla prima opera russa Una vita per lo Zar di Glinka, oltre che a quello dell'altra opera di Glinka, Ruslan e Ljudmila.